# Joosia pulcherrima
Joosia pulcherrima är en måreväxtart som beskrevs av Steere. Joosia pulcherrima ingår i släktet Joosia och familjen måreväxter. Inga underarter finns listade i Catalogue of Life.